# Edward Mills Purcell
Edward Mills Purcell (Taylorville, 30 de agosto de 1912 - Cambridge, 7 de marzo de 1997) fue un físico estadounidense que compartió el Premio Nobel de Física de 1952 con Felix Bloch por sus investigaciones independientes (1946) sobre la medición de campos magnéticos en el núcleo atómico. La resonancia magnética nuclear (RMN) ha pasado a ser ampliamente usada para estudiar la estructura molecular de materiales puros y la composición de las mezclas. 
A poco de iniciar su labor de profesor en la Universidad de Harvard (1949), detectó las microondas emitidas por el hidrógeno en el espacio interestelar, radiación que permite a los astrónomos localizar las nubes de hidrógeno en las galaxias y medir la rotación de la Vía Láctea.
- Datos: Q183270
- Multimedia: Edward Purcell / Q183270